# Bojary (rejon wilejski)
Bojary (biał. Баяры, ros. Бояры) – wieś na Białorusi, w obwodzie mińskim, w rejonie wilejskim, w sielsowiecie Ilia.
Dawniej używana nazwa – Bojary Wielkie.

## Historia
W czasach zaborów wieś w gminie Wiazyń, w powiecie wilejskim, w guberni wileńskiej Imperium Rosyjskiego. W 1866 roku liczyła 70 dusz rewizyjnych, należała do dóbr Wiazyń, własność Gicewiczów.
W latach 1921–1945 wieś leżała w Polsce, w województwie wileńskim, w powiecie wilejskim, w gminie Wiazyń.
Według Powszechnego Spisu Ludności z 1921 roku zamieszkiwało tu 127 osób, 3 były wyznania rzymskokatolickiego, 124 prawosławnego. Jednocześnie 33 mieszkańców zadeklarowało polską, 93 białoruską a 1 rosyjską przynależność narodową. Było tu 19 budynków mieszkalnych. W 1931 w 29 domach zamieszkiwały 172 osoby.
Wierni należeli do parafii prawosławnej w Wiazyniu. Miejscowość podlegała pod Sąd Grodzki w Ilii i Okręgowy w Wilnie; właściwy urząd pocztowy mieścił się w Wiazyniu.
W wyniku napaści ZSRR na Polskę we wrześniu 1939 miejscowość znalazła się pod okupacją sowiecką. 2 listopada została włączona do Białoruskiej SRR. Od czerwca 1941 roku pod okupacją niemiecką. W 1944 miejscowość została ponownie zajęta przez wojska sowieckie i włączona do Białoruskiej SRR.